# Kwakwani
Kwakwani is een dorp in de regio Upper Demerara-Berbice van Guyana. Het ligt ongeveer 85 km ten zuiden van Linden aan de Berbice. De economie is gebaseerd op bauxietmijnbouw en bosbouw. Kwakwani telde 2.504 inwoners in 2012.

## Geschiedenis
In 1942 opende de Berbice Bauxite Company een mijn in Kwakwani. In 2004 is de mijn verkocht aan RUSAL, een Russische aluminiumfabriek. In 2020 stopte RUSAL de activiteiten na een loonconflict en dreigde uit Guyana weg te gaan. In juni 2021 is de mijn heropend en beloofde RUSAL fors te investeren. De andere economische activiteit in Kwakwani is bosbouw.
Kwakwani heeft een basisschool en een ziekenhuis. Het kan worden bereikt met de auto via een onverharde weg vanuit Linden of met de boot via de Berbice. Er is een klein vliegveldje voor chartervluchten bij Kwakwani.